# 布瓦里贝克雷勒
布瓦里贝克雷勒（法語：Boiry-Becquerelle，法語發音：[bwaʁi bɛkʁɛl]）是法国上法蘭西大區加来海峡省的一个市镇，属于阿拉斯区。

## 地理
布瓦里贝克雷勒（50°12'49"N, 2°48'55"E）面积4.54 平方千米，位于法国上法蘭西大區加来海峡省，该省份为法国北部沿海省份，西北濒北海，南至索姆省，东临北部省。
与布瓦里贝克雷勒接壤的市镇（或旧市镇、城区）包括：讷维尔维塔斯、梅尔卡泰勒、圣莱热、布瓦勒圣马克、布瓦耶勒、科热勒河畔埃南。

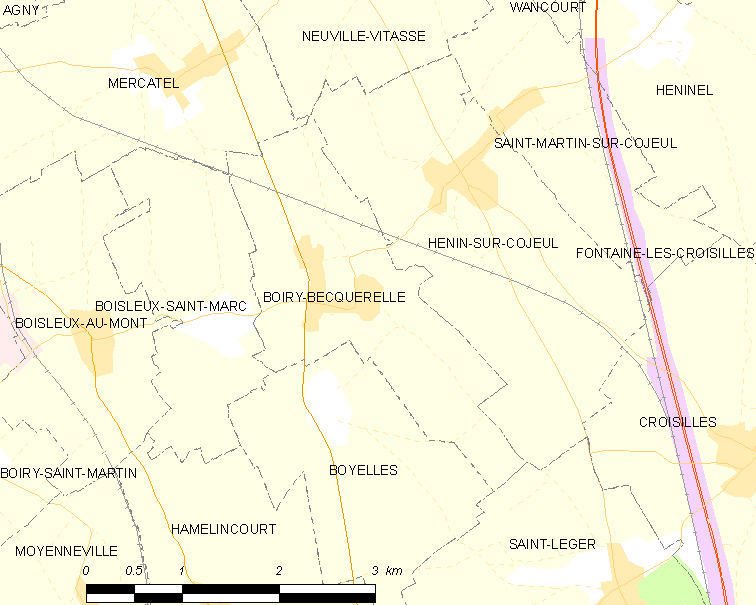
布瓦里贝克雷勒的OSM定位图

布瓦里贝克雷勒的时区为UTC+01:00、UTC+02:00（夏令时）。

## 行政
布瓦里贝克雷勒的邮政编码为62128，INSEE市镇编码为62144。

## 政治
布瓦里贝克雷勒所属的省级选区为阿拉斯第三县。

## 人口

1962-2008年间布瓦里贝克雷勒人口变化图示

布瓦里贝克雷勒于2022年1月1日时的人口数量为473人。